# Johann Gottfried Niedlich
Johann Gottfried Niedlich, né le 5 septembre 1766 à Berlin et décédé le 12 août 1837 , est un peintre prussien.

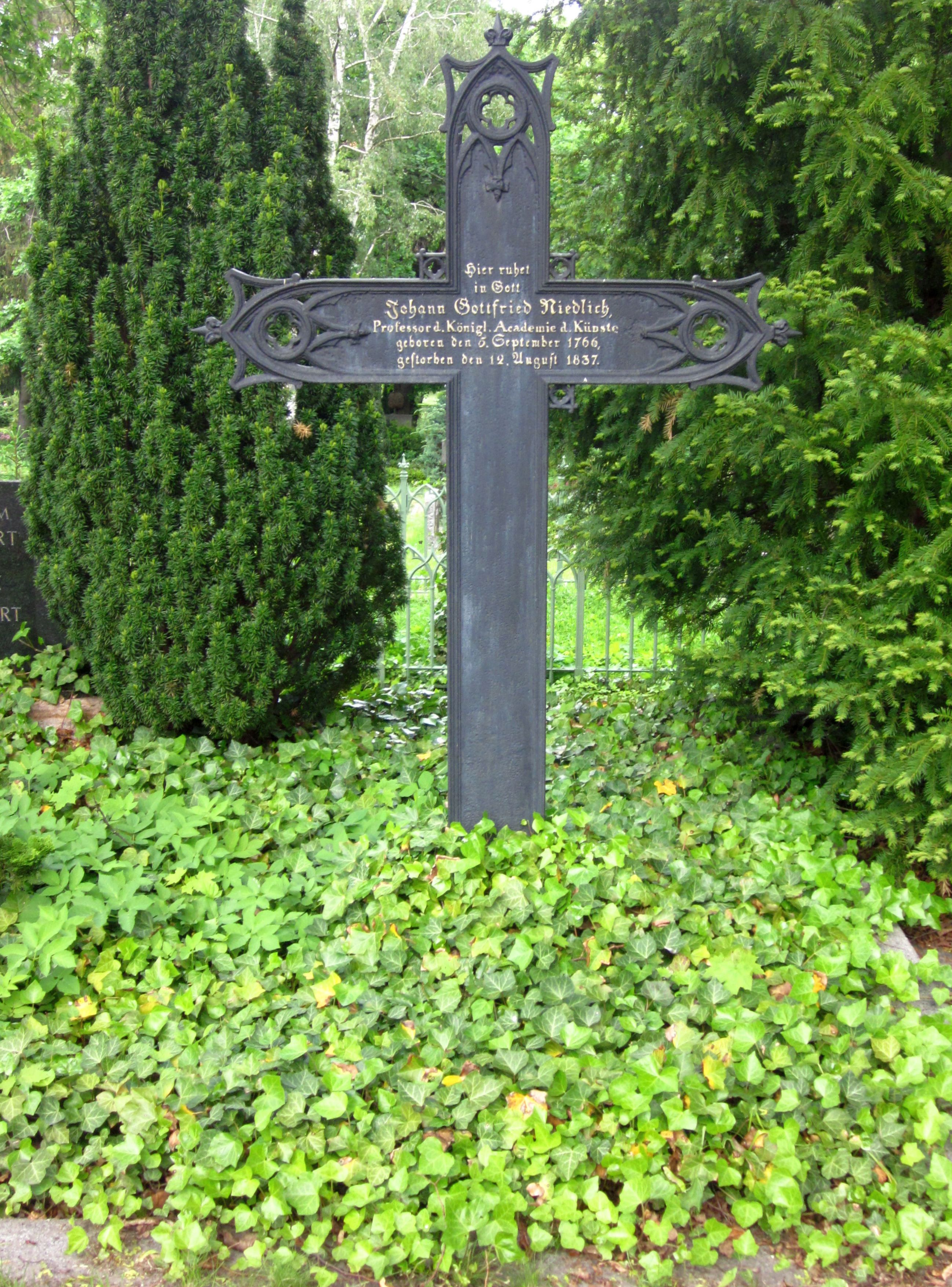
Tombe de Niedlich au cimetière de Berlin-Kreuzberg.

## Biographie
Niedlich étudie à l'Académie des Arts de Prusse à Berlin sous Bernhard Rode et Johann Christoph Frisch. En 1789, il est embauché comme professeur à l'école d'art à Berlin.
Il passe les années 1795-1800 en Italie. Puis il rentre chez lui à Berlin.
En 1801, Niedlich est nommé professeur et membre du Sénat de l'Académie des Arts, et reprend depuis 1821 la ligne des leçons de caractère. Parmi ses étudiants, on retrouve entre autres Eduard Daege, Karl Georg Enslen (de), Carl Friedrich Hampe et Theodor Hildebrandt.

## Œuvres
En plus d'être un professeur, il crée dans les années 1800-1824 un certain nombre de peintures à l'huile, pour la plupart des scènes de la mythologie grecque. En 1802, Niedlich crée des peintures de plafond dans le palais royal de Potsdam. Niedlich crée en 1818 des peintures murales allégoriques pendant la reconstruction des zones brûlées du Théâtre National de Berlin.
En 1837; Niedlich est enterré dans le cimetière de la Trinité (division II) à Berlin-Kreuzberg.